# Einwanderungszertifikat
Das Einwanderungszertifikat war ein notwendiges Dokument für jüdische Einwanderer, die legal nach Palästina einwandern wollten, nachdem der Völkerbund 1922 Großbritannien das Mandat für Palästina übertragen hatte.

## Geschichtlicher Hintergrund
Nach dem Ende des Ersten Weltkriegs und dem Ende des Osmanischen Reiches wurde Großbritannien vom Völkerbund das Mandat für die ehemals zum osmanischen Reich gehörenden palästinensischen Gebiete übertragen. Obwohl zu den Mandatsbedingungen auch zählte, dass die Briten die Verwirklichung der Balfour-Deklaration ermöglichen sollten, in der sie am 2. November 1917 die „Gründung einer nationalen Heimstätte für das jüdische Volk“ versprochen hatten, praktizierten sie keine Politik der offenen Grenzen, sondern versuchten, durch die Vergabe von Zertifikaten die Einwanderung zu steuern. Sie taten das, obwohl die Einwanderungszahlen relativ überschaubar waren:

„Weitere rund 35.000 Einwanderer, überwiegend aus Polen und Russland bzw. der Sowjetunion, bildeten zwischen 1919 und 1923 die dritte Alija, die u. a. durch die Balfour-Erklärung und den damit verbundenen Aufschwung für das zionistische Projekt eines eigenen jüdischen Staates motiviert war. Zwischen 1924 und 1931 kamen weitere 80.000 Juden, wiederum primär aus der Sowjetunion und aus Polen.“

Zu einem ernsten Problem für potentielle jüdische Einwanderer wurden die Einwanderungszertifkate ab dem Jahr 1933.

„Vor 1933 war der Zionismus eine Minderheitenbewegung, die überwiegend junge Leute anzog, welche bereit waren, sich den Herausforderungen zu stellen, ein neues Leben mit vielen Entbehrungen in einem umkämpften Land fern der Heimat aufzubauen. Den meisten Juden, die Europa verließen, waren die Aussichten für eine Ansiedlung in Palästina zu unsicher. Ihr Hauptziel war Nordamerika, wohin fast drei Millionen auswanderten. Die Situation ändert sich, als 1933 die Nationalsozialisten an die Macht kamen und Juden offen verfolgten. Die USA, wie auch viele andere Länder, stellten nur eine beschränkte Zahl von Einreisevisa zur Verfügung – nicht genug, um den großen Strom der Flüchtlinge aufzunehmen.“

An dieser Situation änderte sich auch nichts, als in den Folgejahren die Repressionen gegenüber den im Deutschen Reich lebenden Juden immer bedrohlichere Formen annahmen.

„Die Konferenz von Évian im Juni 1938, die vom amerikanischen Präsidenten Franklin D. Roosevelt (1882–1945)  einberufen worden war, um über Möglichkeiten zu beraten, die Auswanderung von deutschen und österreichischen Juden zu vereinfachen, markierte einen Tiefpunkt. Trotz der brutalen antisemitischen Ausschreitungen in Wien nur wenige Monate zuvor war keine der 32 Teilnehmernationen bereit, mehr als einige wenige jüdische Flüchtlinge aufzunehmen. Die bedrohliche Lage für Juden in Osteuropa war nicht einmal Thema der Verhandlungen. Viele osteuropäische Staaten, insbesondere Polen, verfolgten Mitte der 1930er Jahre eine antisemitische Politik und behandelten ihre jüdischen Bürger als de facto staatenlos.“

Vor diesem Hintergrund entwickelte sich Palästina zwangsläufig zum wichtigsten Exilland für jüdische Flüchtlinge aus Hitlers Machtbereich. Sowohl aus dem Deutschen Reich, als auch aus West- und Mitteleuropa wanderten bis Ende 1938 über 200.000 Juden nach Palästina ein. Sofern sie dies nicht illegal taten, waren sie auf ein Zertifikat der britischen Mandatsregierung angewiesen.

„Die Alija Bet, die illegale Einwanderung, war ein gefährliches Unternehmen, denn die Flüchtlingsschiffe konnten jederzeit von britischen Patrouillenbooten, die die Küste Palästinas bewachten, entdeckt werden. In nicht wenigen Fällen scheiterte der Versuch, heimlich an Land zu gelangen, und die Flüchtlinge wurden zurückgeschickt oder interniert. Mit ihrer restriktiven Immigrationspolitik reagierten die Briten auf den wachsenden Unmut, mit dem die arabische Bevölkerung in Palästina der zunehmenden Zahl jüdischer Einwanderer begegnete. 1936 brach ein bewaffneter Aufstand aus, der sich in einer Serie von Gewaltakten gegen Juden und die britische Mandatsmacht bis 1939 hinzog. Von Oktober 1939 bis April 1940 verhängten die Briten eine Einwanderungssperre. Während des Zweiten Weltkriegs kamen noch einmal ungefähr 80.000 Juden nach Palästina, davon der überwiegende Teil auf illegalem Wege.“

Der legale Weg der Einwanderung nach Palästina führte über eine Klassifizierung des Einwanderungswilligen, aufgrund derer dann entschieden wurde, ob ein und welches Zertifikat ihm erteilt wurde.

## Die Zertifizierungsarten
Im Mandatsvertrag war festgelegt worden, dass die Jewish Agency und die Mandatsregierung über die Formalitäten der jüdischen Einreise zu verhandeln hatten. Als Ergebnis dieser Verhandlungen wurden zweimal jährlich Quote bekanntgegeben, die festlegten, wie viele Menschen mit den unterschiedlichsten Klassifikationsmerkmalen nach Palästina einwandern durften. An diese Quoten wiederum, die an den wirtschaftlichen und sozialen Bedürfnissen Palästinas ausgerichtet sein sollten, waren die Palästina-Ämter der Ausreiseländer gebunden. In Deutschland war dies das Palästina-Amt in Berlin, das für die Erteilung der Einwanderungszertifikate zuständig war. Wer legal einwandern wollte, musste seinen Antrag im Palästina-Amt stellen, wo der „Antrag mit einer Registriernummer versehen wurde. Nach einer ärztlichen Untersuchung und einer ersten Prüfung des Antrages von einer VorprüfungsKommission, wurde die endgültige Vergabe des entsprechenden Zertifikats von der ‚Kleinen Palästina-Amts Kommission‘ vollzogen. Das erteilte Zertifikat musste noch dem britischen Konsulat vorgelegt werden, welches das Einreisevisum ausstellte.“

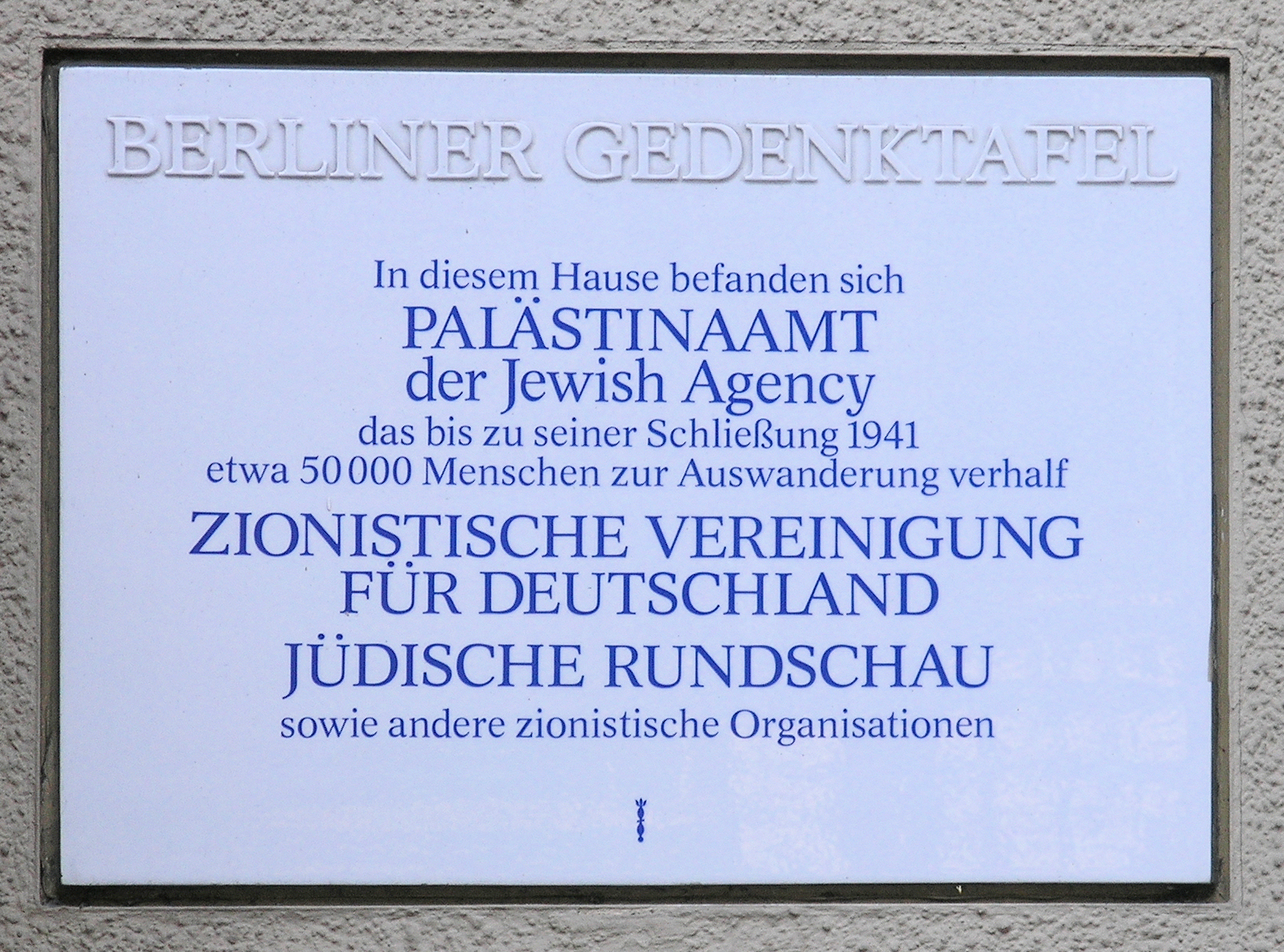
Berliner Gedenktafel am Haus, Meinekestraße 10, Berlin-Wilmersdorf

Bei der Zertifikatserteilung wurden die potentiellen Immigranten nach fünf Hauptkategorien unterschieden:
- Kategorie A: Personen mit eigenem Vermögen. Zu dieser Gruppe zählten
  - a) sogenannte Kapitalisten mit einem Eigenkapital von 1.000 Palästina-Pfund (davon mindestens 50 % in bar, der Rest in Finanz- oder Sachvermögen). Dieses Zertifikat, das als Kapitalistenzertifikat bekannt war, blieb als Einziges unquotiert.[5] Kapitalistenzertifikate wurden zudem „meist direkt von den britischen Konsulaten erteilt; das Palästinaamt der Jewish Agency war gar nicht damit befaßt. Seine Hauptaufgabe war in diesem Zusammenhang vielmehr die Verteilung der ‚Arbeiter-Zertifikate‘.“[7] Diese Sonderstellung und seit August 1933 die Einbettung der Kapitalistenzertifikate in das Ha’avara-Abkommen gaben aber auch immer wieder Anlass zu heftiger Kritik, die unter anderem in dem Vorwurf gipfelte, durch dieses Zertifikat würde vor allem einer auswanderungswilligen „jüdischen Bourgeoisie“ ein Vorteil verschafft. Schölch hält dem entgegen: „Von den 50000 deutschen Juden, die von 1933–1939 in Palästina einwanderten, kamen 20000 aufgrund von ‚Kapitalisten-Zertifikaten‘. Dies war zwar ein hoher Anteil an der Gesamteinwanderung aus Deutschland im Vergleich zur ‚Kapitalisten-Einwanderung‘ aus anderen Ländern; aber es handelte sich eben nicht nur um ‚Kapitalisten‘. Während der späteren Debatte über Aufrechterhaltung oder Beendigung des Transfers wurde 1937 für eine Fortsetzung sogar ins Feld geführt, daß die Verbindung von ‚Kapitalisten‘- und ‚Arbeiter‘-Einwanderung in Palästina die Emigration unbemittelter Juden aus Deutschland fördere, die von den ‚Kapitalisten‘ nachgezogen würden. Zumindest seit 1937 wurden ‚Kapitalisten-Zertifikate‘ auch von Emigranten in Anspruch genommen, die sich das notwendige ‚Vorzeigegeld‘ nur temporär beschaffen konnten.“[7]
  - b) Angehörige freier Berufe mit 500 Pfund Barvermögen, soweit die wirtschaftliche Lage nach Ansicht des Immigration Department deren Einwanderung rechtfertigt;
  - c) Handwerker mit mindestens 250 Pfund Barvermögen;
  - d) Rentenempfänger mit einer Mindestrente von 4 Pfund monatlich;
  - e) Personen, die einen seltenen, in Palästina wenig vertretenen Beruf ausüben und ein Mindestvermögen von 500 Pfund besitzen.
- Kategorie B: Personen mit gesichertem Lebensunterhalt
  - a) Waisenkinder unter 16 Jahren, deren Lebensunterhalt durch öffentliche Institutionen gesichert ist;
  - b) Personen religiöser Berufe;
  - c) Studenten und Schüler, deren Lebensunterhalt bis zur Berufsausübung gesichert ist.
- Kategorie C: Arbeiter zwischen 18 und 35 (evtl. 45) Jahren, sogenannte Arbeiterzertifikate
- Kategorie D: Angeforderte Personen. Für diese nachfolgenden Gruppen mussten die Anträge in Palästina gestellt werden.[5]
  - a) Ehefrauen, Kinder und Eltern können Einwanderungserlaubnis erhalten, wenn ihre sie anfordernden in Palästina lebenden Angehörigen nachweislich für ihren Unterhalt sorgen können;
  - b) Unternehmen können in Ausnahmefällen Spezialarbeiter anfordern.
- Kategorie Jugendalija: Für Jugendliche zwischen 15 und 17 Jahren stand eine Anzahl Sonderzertifikate zur Verfügung, die direkt von der Jewish Agency vergeben wurden.[5]

Unabhängig von dem oben erwähnten Streit über das Kapitalistenzertifikat gab es bis 1933 innerjüdische Auseinandersetzungen darüber, wer überhaupt in den Genuss eines Zertifikats kommen solle. „Das 1933 gebildete Zentralbüro für die Ansiedlung deutscher Juden innerhalb der Jewish Agency for Palestine schloß Antizionisten als Zertifikatsbewerber aus; ‚als Kandidaten für die Alija [Einwanderung] wurden junge, gesunde Leute mit einer gewissen Schulung in der Landwirtschaft oder in einem Handwerk bevorzugt, sowie Personen mit einem gewissen Kapital; die Bedürfnisse und Interessen Palästinas hatten Vorrang vor der Rettung von Juden‘, jedenfalls bis 1938.“ Im Klartext hieß dies: Wer sich als Jude nicht zum Zionismus bekannte, der sollte nicht nach Palästina einwandern, sondern sich irgendwo auf der Welt einen Zufluchtsort suchen. Spätestens mit dem Scheitern der Konferenz von Évian war diese Ideologie in der Praxis nicht mehr aufrechtzuerhalten.
In den 1920er und frühen 1930er Jahren hatten auswanderungswillige Juden kaum Probleme, ein Einwanderungszertifikat für Palästina zu bekommen, da ihre Zahl relativ überschaubar war. Das änderte sich mit der Machtergreifung am 30. Januar 1933 und verstärkt noch nach dem Tag des Judenboykotts am 1. April 1933.

„Das Palästina-Amt in Berlin sah sich über Nacht einer nie gekannten Nachfrage gegenüber. Im Gegensatz zu den Zwanziger und den frühen Dreißiger Jahren kamen nun nicht mehr nur überzeugte Zionisten zu den Beratungen, sondern die Nachfrage nach Informationen über die Möglichkeiten und Bedingungen einer Auswanderung nach Palästina zog sich quer durch alle jüdischen Bevölkerungsgruppen. Als Reaktion auf die veränderte Lage gründete man innerhalb des Jahres 22 Zweigstellen, so daß in jedem Land und jeder preußischen Provinz eine Anlaufstelle vorhanden war.“

Von den ab 1933 nach Palästina auswandernden deutschen Juden gehörten „etwa 36 % […] zur sogenannten »Mittelstandseinwanderung«, die gemäß der obengenannten Kategorie A das sogenannte Kapitalisten-Zertifikat erhalten hatten. Etwa 32 % der Einwanderer waren Arbeiter, überwiegend jüngere Menschen, die sich zu einem großen Teil in den Kollektivsiedlungen niederließen. Die übrigen Einwanderer waren Jugendliche, Familienangehörige, Rentner, Handwerker und Angehörige freier Berufe.“